# Ceromya portentosa
Ceromya portentosa är en tvåvingeart som beskrevs av Louis-Paul Mesnil 1957. Ceromya portentosa ingår i släktet Ceromya och familjen parasitflugor.
Artens utbredningsområde är Myanmar. Inga underarter finns listade i Catalogue of Life.